# 키쇼레간지구

방글라데시 키쇼레간지구

키쇼레간지구(벵골어: কিশোরগঞ্জ জেলা)는 방글라데시 다카주에 위치한 구로 행정 중심지는 키쇼레간지이며 면적은 1,032km, 인구는 1,0. 이전에는 마이멘싱구의 모쿠마였다. 마이멘싱구에서 2495.07 평방 킬로미터 떨어진 곳에서 오늘날 키쇼레간지구가 되었다. 8개 지방 자치체, 13개 우파질라, 105개 연합 교구, 39개 구, 145개 마할라, 946개 무자, 1775개 마을로 구성되어 있다.

## 인구
| 연도     | 인구      | ±% p.a. |
| -------- | --------- | ------- |
| 1974     | 1,576,504 | —       |
| 1981     | 1,895,153 | +2.66%  |
| 1991     | 2,306,079 | +1.98%  |
| 2001     | 2,594,954 | +1.19%  |
| 2011     | 2,911,907 | +1.16%  |
| 2022     | 3,267,630 | +1.05%  |
| Sources: |           |         |

2011년 방글라데시 인구 조사에 따르면 키쇼레간지구의 인구는 2,911,907명이며, 이 중 1,432,242명은 남성이고 1,479,665명은 여성이다. 농촌 인구는 2,422,877명(83.21%), 도시 인구는 489,030명(16.79%)이었다. 키쇼레간지구는 남성 41.51%, 여성 40.25% 등 7세 이상 인구의 문맹률이 40.87%였다.

## 명소
키쇼레간지구는 이슬람교와 힌두교가 있는 곳이다. 메그나강과 브라마푸트라강은 그 발전에 기여했다. 매년 카티아디타나에 있는 신사에서 매년 마그 달의 마지막 월요일에 열리는 신사 중심의 축제인 쿠리카이 멜라를 포함하여 많은 전통 행사들이 관찰된다. 하지라트 샤할랄의 인물 중 한 명인 유명한 샴수딘 아울리아가 그곳에서 사망했다.

### 장알바리 요새
장알바리 요새는 카림간지 우파질라의 장알바리 마을에 있다. 이곳은 한때 요새 지역 안에 여러 개의 건물을 세운 벵골 통치자 이사 칸의 강력한 전초기지였다. 그것은 1897년의 대지진에 의해 심하게 손상되었다. 이사 칸의 후손들이 여전히 마을에 살고 있으며, 현재 이사 칸의 14번째 후손인 데완 아민 다우 칸이 요새에 살고 있다.